# Albéric Second
Pour les articles homonymes, voir Second.
Albéric Second, né le 17 juin 1817 à Angoulême et mort le 2 juin 1887 à Paris 9e, est un journaliste, romancier et dramaturge français.

## Biographie
Fils de magistrat, il ne ressent aucune appétence pour la jurisprudence et entame une carrière littéraire, débutant dans la littérature, vers 1836, par un vaudeville et des articles au Charivari. Il est successivement directeur de L'Entr'acte, chroniqueur apprécié au Figaro, et chroniqueur à l’Événement avant de reprendre la direction de L'Entr'acte jusqu’en 1870.
Il a été  à la fois journaliste, vaudevilliste et romancier. En 1857, époque où la politique était en veilleuse et où le public s’intéressait à la littérature légère, il a fondé, sous le titre de la Comédie parisienne, une petite revue dont il était le seul rédacteur, et qui n’a duré qu’une année. Dans les années 1860, c’est lui qui, le premier, a signé, de ce pseudonyme de « Gérôme », qui, depuis, a été porté par toute une série d’écrivains choisis parmi les maitres de la littérature contemporaine, la causerie hebdomadaire de l'Univers illustré intitulée « La Chronique » article principal de l’hebdomadaire qui ouvrait le journal.
Doué d’un esprit léger, d’un talent agréable et facile, lors de la révolution de 1848, il a acclamé la République dans une cantate dont chaque strophe se terminait par ces vers :
Au dernier roi nous avons dit adieu

La France est le soldat de Dieu !
 Il est même pendant une courte période de deux années, sous-préfet des Basses-Alpes, à Castellane, mais la carrière administrative n’était pas son fait, même s’il a failli être député de la Charente, en 1871. C’était, en réalité, un aimable boulevardier, un vaudevilliste d’esprit et un chroniqueur de talent. Vite saisi par la nostalgie du boulevard, il a bientôt démissionné pour venir reprendre sa plume dans le journalisme et la littérature, qu’il ne devait plus quitter.
L’Empire, qui l’avait fait chevalier de la Légion d'honneur, en 1859, le nomme commissaire général près le théâtre de l’Odéon en 1865, fonction qu’il conservera jusqu’à la proclamation de la République française du 4 septembre 1870. En 1869, il est chargé d’écrire les paroles de la cantate chantée à l’Opéra en l’honneur du centenaire de Napoléon Ier. C’était l’impératrice elle-même qui avait voulu cette charade tant elle était gaie et spirituelle . C’est qu’Albéric Second avait charmé la souveraine par sa franchise et son humour.
En 1864, Hippolyte de Villemessant, dont il était l’ami, l’ayant choisi par comme rédacteur en chef du Grand Journal (d) qu’il venait de fonder, il y a signé de nombreux articles et publié des souvenirs sur tous les hommes de lettres qu’il avait connus, notamment sur Honoré de Balzac. Il était également l’ami de Jacques Offenbach, Jules Lecomte, Nestor Roqueplan, Louis-Désiré Véron.
Revenu au Figaro, de 1860 jusqu’en 1870, il y publiait, sous le pseudonyme de « Pierre et Jean » une chronique quotidienne intitulée : « Paris au jour le jour ». Peu de temps avant sa mort, il collaborait encore au Figaro, mais de façon très intermittente.
il a donné un certain nombre de pièces applaudies au théâtre, écrivant en collaboration avec Marc-Michel, Louis Lurine, Auguste Joltrois, Paul Ferrier, Léon Beauvallet. Son grand drame, la Vicomtesse Alice, a eu ses cent représentations au théâtre des Nations. Comme romancier, il a publié plusieurs volumes de nouvelles, dont la Semaine des quatre jeudis, son meilleur ouvrage.
L’Académie française lui a décerné le prix Montyon en 1875 et le prix Monbinne en 1879. Emporté par une congestion pulmonaire, consécutive à un refroidissement attrapé, une semaine plus tôt, sur le boulevard, le soir de l’incendie de l’Opéra-Comique, il repose au cimetière de Bardines à Angoulême, dans le tombeau de sa famille, quoiqu’on lui ait offert une place au Père-Lachaise, tout à côté de son ami Balzac.

## Jugements
« Un journaliste l’a appelé le Dumas de la nouvelle. C’est cela. Autant de facilité apparente, autant d’esprit rencontré que l’auteur des Mousquetaires. Il n’y avait qu’une révolution qui pût faire de lui un sous-préfet, et cette révolution a eu lieu. Une des faiblesses de M. Albéric Second est de croire, parce qu’il est d’Angoulême, qu’il a posé pour le Lucien de Rubempré des Illusions perdues et d'Un grand homme de province à Paris. »

— Charles Monselet

## Principales publications

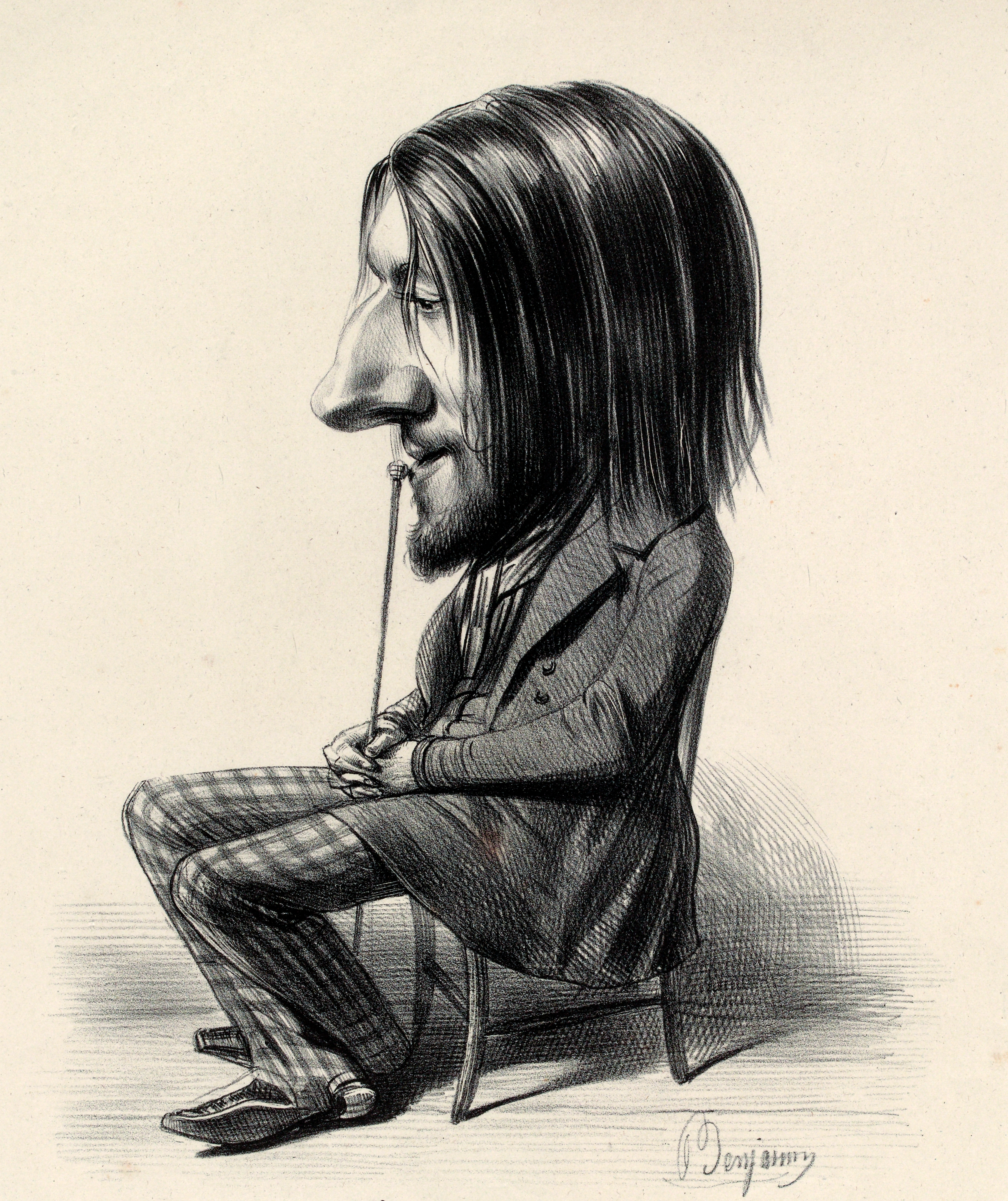
Caricature par Benjamin Roubaud parue dans Le Charivari.

- Lettres cochinchinoises sur les hommes et les choses du jour écrites à l’empereur de la Chine par trois Mandarins de première classe : traduites par Albéric Second, orientaliste du Charivari, Paris, 1841 (lire en ligne sur Gallica).
- Les Mémoires d'un poisson rouge, 1842.
- Paris à travers les âges, 1844.
- Les Petits Mystères de l’Opéra  (ill. Paul Gavarni), Paris, 1844 (lire en ligne sur Gallica).
- Histoire politique et culinaire de Joseph Sansot, Propriétaire de l'Hôtel de la Paix, 1845.
- La Jeunesse dorée par le procédé Ruolz, Paris, 1853 (lire en ligne sur Gallica).
- Contes sans prétention, Paris, 1854 (lire en ligne sur Gallica).
- La Part du feu, Paris, 1855 (lire en ligne sur Gallica).
- À quoi tient l'amour, fantaisies parisiennes, 1856.
- Les Demoiselles du Ronçay, Paris, 1856 (lire en ligne sur Gallica).
- Paris au jour le jour, avec Hippolyte de Villemessant, 2 vol., 1860.
- Vichy-Sévigné, Vichy-Napoléon, ses eaux, ses embellissements, ses environs, son histoire, suivi d'une notice scientifique et médicale sur les eaux minérales de Vichy par le Dr Casimir Daumas, 1862.
- Les Coulisses parisiennes, Paris, 1864 (lire en ligne sur Gallica).
- Misères d'un prix de Rome, Paris, 1868 (lire en ligne sur Gallica).
- Un dîner chez Brébant, 1872.
- La Semaine des quatre jeudis, Paris, 1872 (lire en ligne sur Gallica).
- À la recherche d'un gendre, 1877.
- Le Roman de deux bourgeois, Paris, 1879 (lire en ligne sur Gallica).
- Le Tiroir aux souvenirs, 1886)

Théâtre
- Trichemont fils, vaudeville en 1 acte, avec Marc Michel, Théâtre d'Angoulême, 29 septembre 1836.
- Un dragon de vertu, folie-vaudeville en 1 acte, avec Marc Michel, Paris, Théâtre des Folies-Dramatiques, 27 juillet 1839.
- Un neveu, s'il vous plaît, folie-vaudeville en 1 acte, avec Émile Pagès, Paris, Théâtre de l'Ambigu-Comique, 14 octobre 1839.
- La Peur du mal, comédie en 1 acte, mêlée de couplets, avec Armand-Numa Jautard, Paris, Théâtre de l'Ambigu-Comique, 31 mars 1842.
- Le Droit d'aînesse, comédie-vaudeville en 2 actes, avec Louis Lurine, Paris, Théâtre des Délassements-Comiques, 13 août 1842.
- La Comédie à Ferney, comédie en 1 acte et en prose, avec Louis Lurine, Paris, Théâtre-Français, 15 juillet 1854.
- English spoken : vaudeville en 1 acte, avec Auguste Joltrois, Paris, théâtre du Palais-Royal, 7 juillet 1855, Paris (lire en ligne sur Gallica).
- Un maître en service, comédie en 1 acte, avec Jules Blerzy, 1862.
- Un baiser anonyme, comédie en 1 acte, en prose, avec Blerzy, 1868.
- Une vendetta parisienne, comédie en 1 acte, en prose, Paris, Théâtre du Vaudeville, 11 février 1869.
- La Fontaine de Berny, opéra-comique en 1 acte, musique de Adolphe Nibelle, Paris, Théâtre de l'Opéra-Comique, 2 juin 1869.
- Un maître en service, comédie en 1 acte, avec Jules Blerzy, Paris, Théâtre du Gymnase, 8 septembre 1872.
- Un mouton à l'entresol, comédie en 1 acte, avec Eugène Labiche, Paris, Théâtre du Palais-Royal, 30 avril 1875.
- Un baiser anonyme, comédie en un acte et en prose, avec Jules Blerzy, Comédie-Française, 1878.
- La Vicomtesse Alice : drame en 5 actes et 8 tableaux  (avec Léon Beauvallet, Paris, Théâtre des Nations, 28 septembre 1882), Paris (lire en ligne sur Gallica).
- La Vie facile : comédie en 3 actes, avec Paul Ferrier, Paris, Théâtre du Vaudeville, 19 mai 1881, Paris (lire en ligne sur Gallica).
- Coup de soleil : comédie en 1 acte, avec Théodore de Grave, Paris, Théâtre de l'Odéon, 28 octobre 1885, Paris (lire en ligne sur Gallica).

## Distinctions
- Chevalier de la Légion d'honneur (1859)